# Küçük Hüseyin Paixà
Küçük Hüseyin Paixà -antiga transcripció Kučuk Husayn Pasha- (1758 -1803) fou un militar otomà d'ètnia georgiana. Va exercir algunes funcions a palau, fins que va atreure l'atenció de Selim III, que el va nomenar kapudan paixà en lloc de Giridli Hüseyin Paşa (10 de març de 1792) i el 29 de maig següent es va casar amb Esma Sultan, filla d'Abdul Hamid I. Va exercir 12 anys el càrrec i va establir profundes reformes.
Com a kapudan paixà va combatre els pirates de la Mediterrània. El [1792] va atacar al pirata Lambro Canziani que tenia 15 vaixells; a la vora de les illes de Milos (en turc Degirmenlik) i d'Hydra (Camildja) va capturar al pirata Kara Katzanis i 23 dels seus homes i es va dirigir a buscar a Lambro a Morea, però el cap pirata va fugir a temps cap a Cerigo (Çuha); les operacions contra els pirates van seguir fins a la tardor del 1797; entre altres combats va atacar corsaris de Malta a Creta i altres illes.
El 1798 fou nomenat comandant de les tropes que eren a la zona de Vidin per combatre el rebel Pazvandoghlu Othman (10 d'abril de 1798). Va arrabassar al rebel diverses fortaleses i va assetjar Vidin per terra i amb una flota pel Danubi. No se'n va sortir per manca d'homes i de fons. Husayn fou ferit i mentre es va produir el desembarcament francès a Egipte i l'operació es va suspendre; llavors el rebel Osman Pazvantoğlu es va sotmetre.
Husayn Pasha va retornar a Istanbul, i recuperat de la ferida, va sortir cap a Alexandria (estiu de 1799); el 1800 es va aliar a la flota britànica i va portar tropes a Egipte però va tenir molt poca activitat; després de l'acord de 20 de juny de 1801 pel qual els francesos evacuaven Egipte va entrar al Caire el 10 de juliol de 1801 i va fer llegir l'oració o khutba en nom de Selim III; alguns beys mamelucs traïdors foren castigats tot i l'oposició dels britànics. Finalment va retornar a la capital otomana.
El 1802 i 1803 va fer noves campanyes a la Mediterrània contra els pirates, però es va posar malalt i va tornar a Istanbul on va morir el 7 de desembre de 1803.